# François Rebeyrol
François Rebeyrol (Paris, 2 de julho de 1999) é um voleibolista indoor francês que atua na posição de ponteiro. Atua pela seleção francesa e pelo Plessis Robinson Volley Ball.